# بروس ديفيس (لاعب كرة قدم أمريكية)
بروس ديفيس (بالإنجليزية: Bruce Davis)‏ هو لاعب كرة قدم أمريكية أمريكي، ولد في 21 يونيو 1956 في روذرفوردتون في الولايات المتحدة.

## وصلات خارجية
- بروس ديفيس على موقع مرجع كرة القدم المحترفة.كوم (الإنجليزية)